# Noordpolderzijl
Noordpolderzijl (Gronings: Polderziel) is een buurtschap in de gemeente Het Hogeland, ten noorden van Usquert in de provincie Groningen.
Noordpolderzijl heeft de kleinste zeehaven van Nederland en is gelegen aan de Waddenzee, ten zuiden van Rottumeroog. De naam van de buurtschap verwijst naar de zijl van de Noordpolder.

## Haven
De lettercode voor de boten die Noordpolderzijl als thuishaven hebben is UQ, de afkorting van Usquert. Meestal liggen er niet meer dan een of twee vissersboten. De haven werd vooral gebruikt voor de vangst van garnalen. Er bevond zich in het verleden ook een visafslag.
De haven is alleen bij hoogwater bereikbaar via een smalle, ondiepe geul, de Noordpoldermude. Bij laagwater valt de haven geheel droog. De geul is verbonden met de Zuid-Oost Lauwers, een diepe geul die in westelijke richting leidt naar het zeegat tussen Simonszand en Rottumerplaat. Richting het oosten leidt de Zuid-Oost Lauwers naar het wantij van Rottumeroog en wordt daar ondiep.

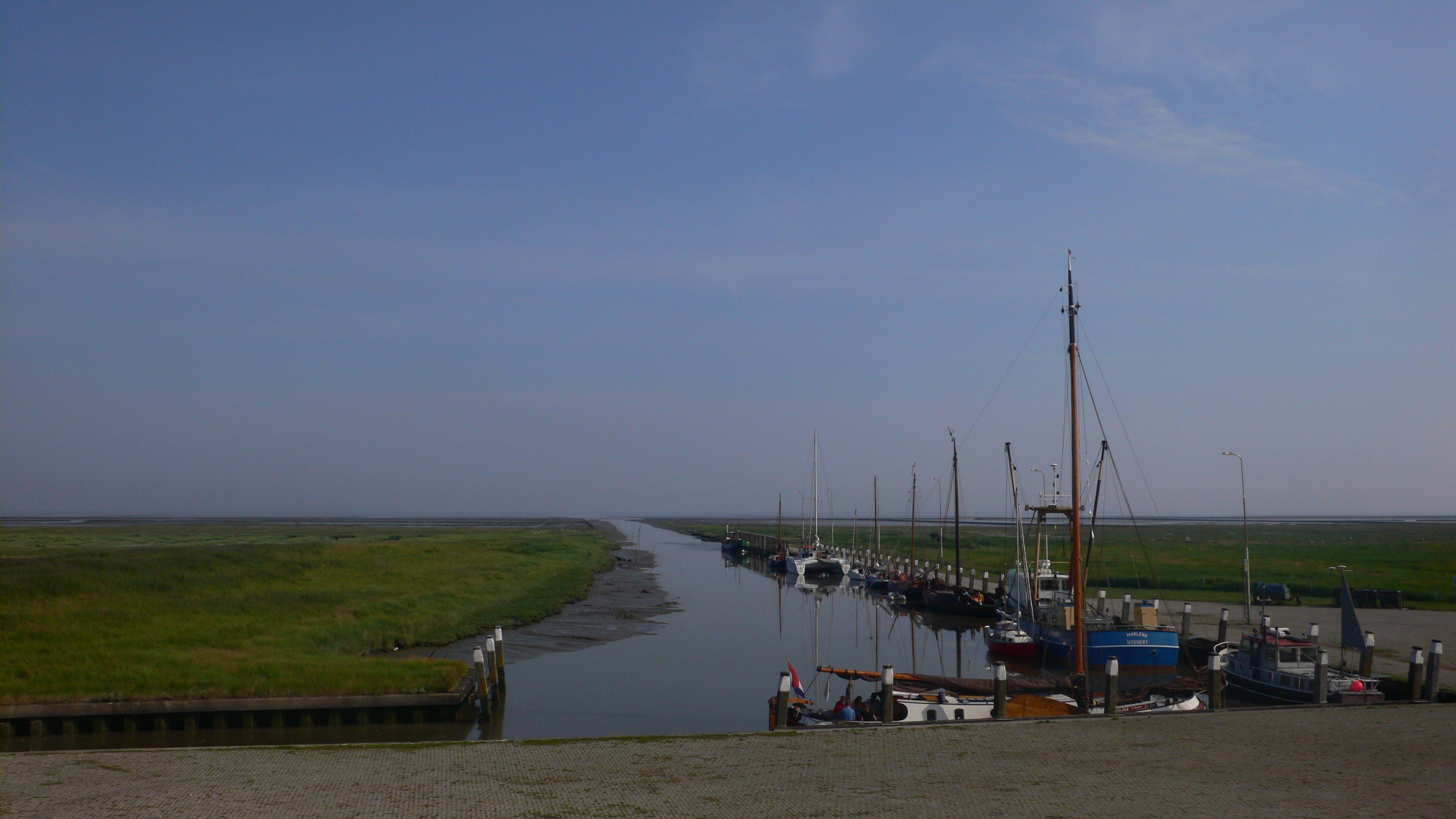
De haven van Noordpolderzijl in 2006
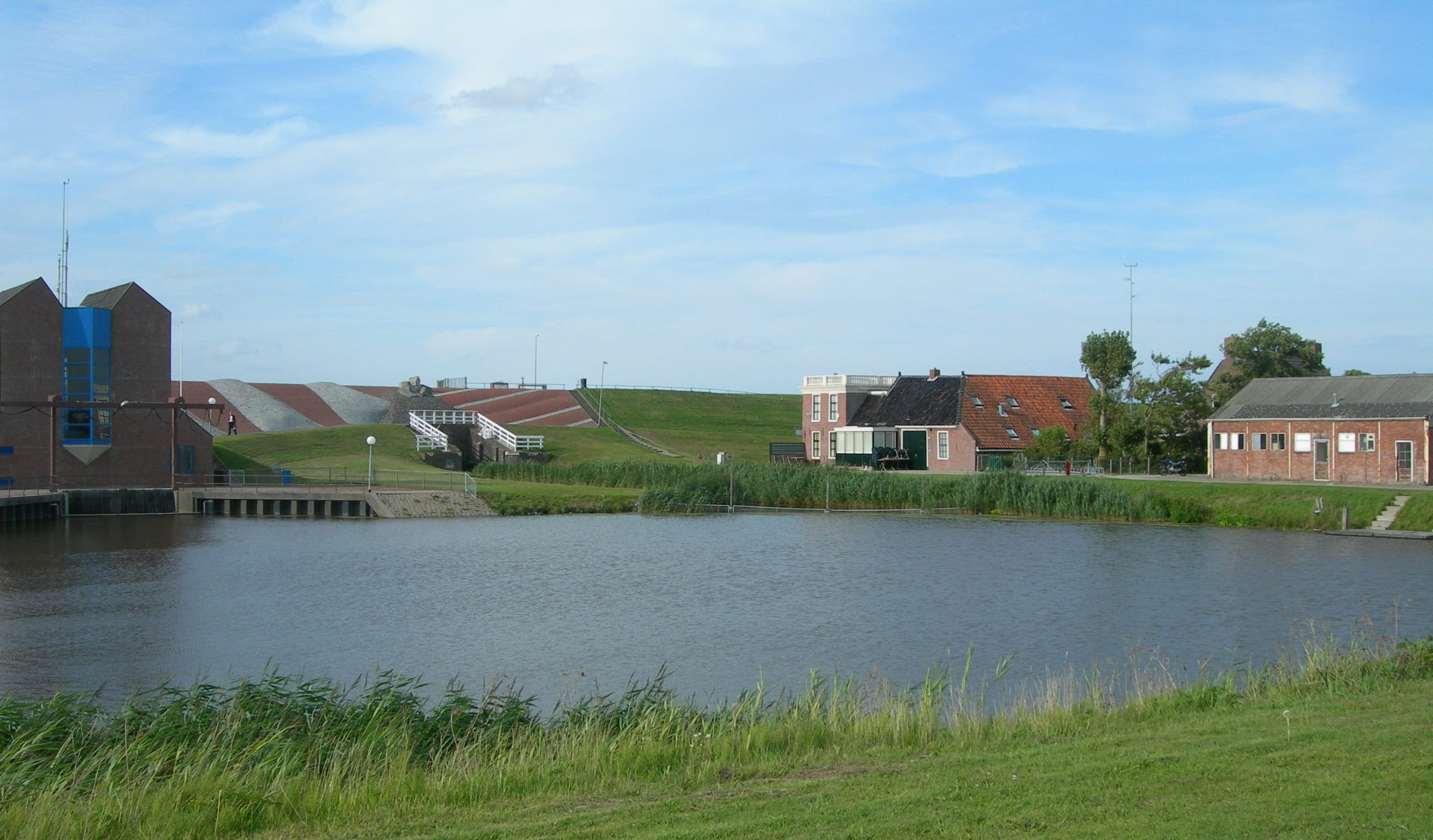
Van links naar rechts: Gemaal Noordpolderzijl, Land Art, Oude zijl en het Zielhoes
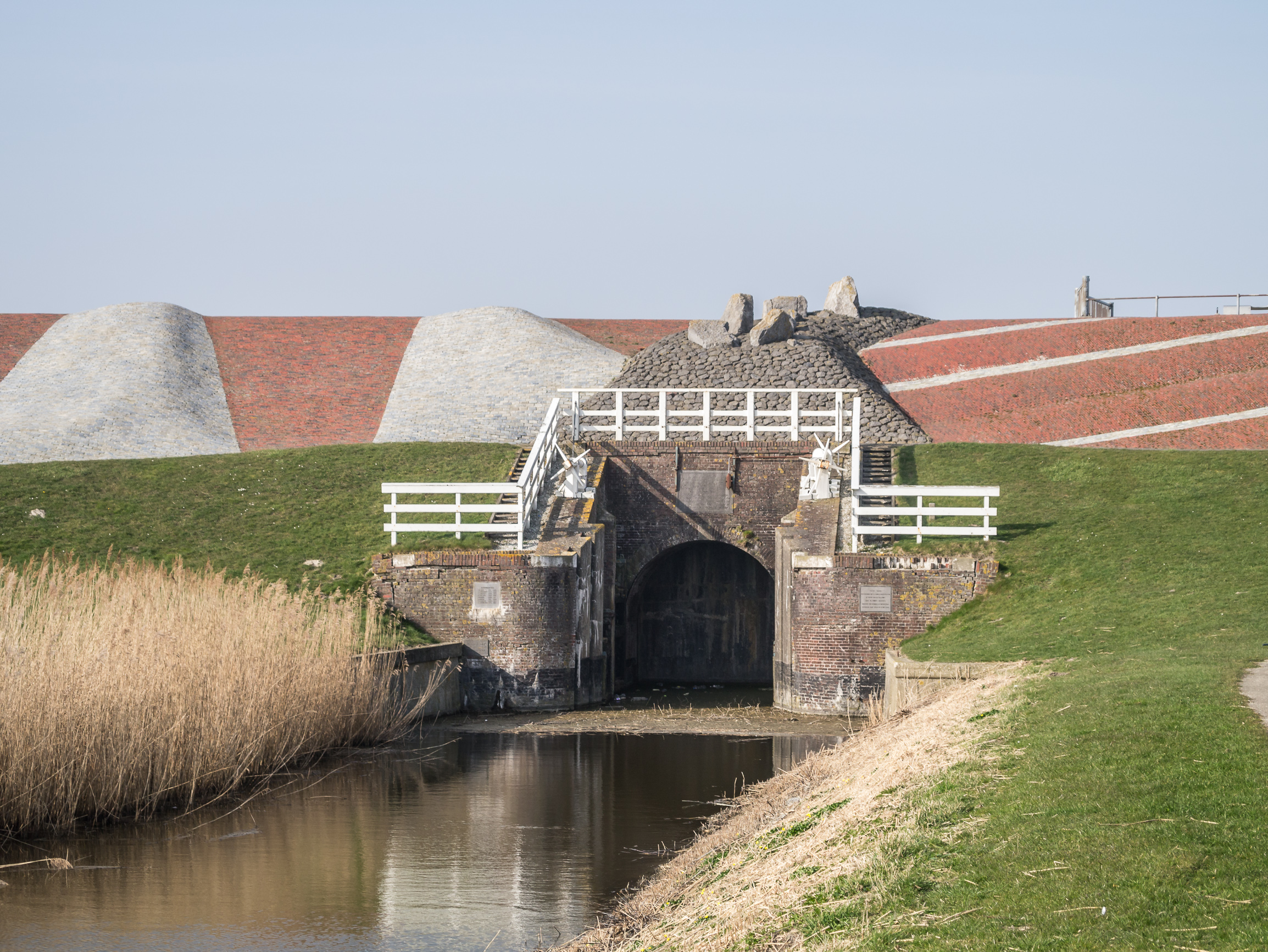
De keer-/spuisluis van Noordpolderzijl
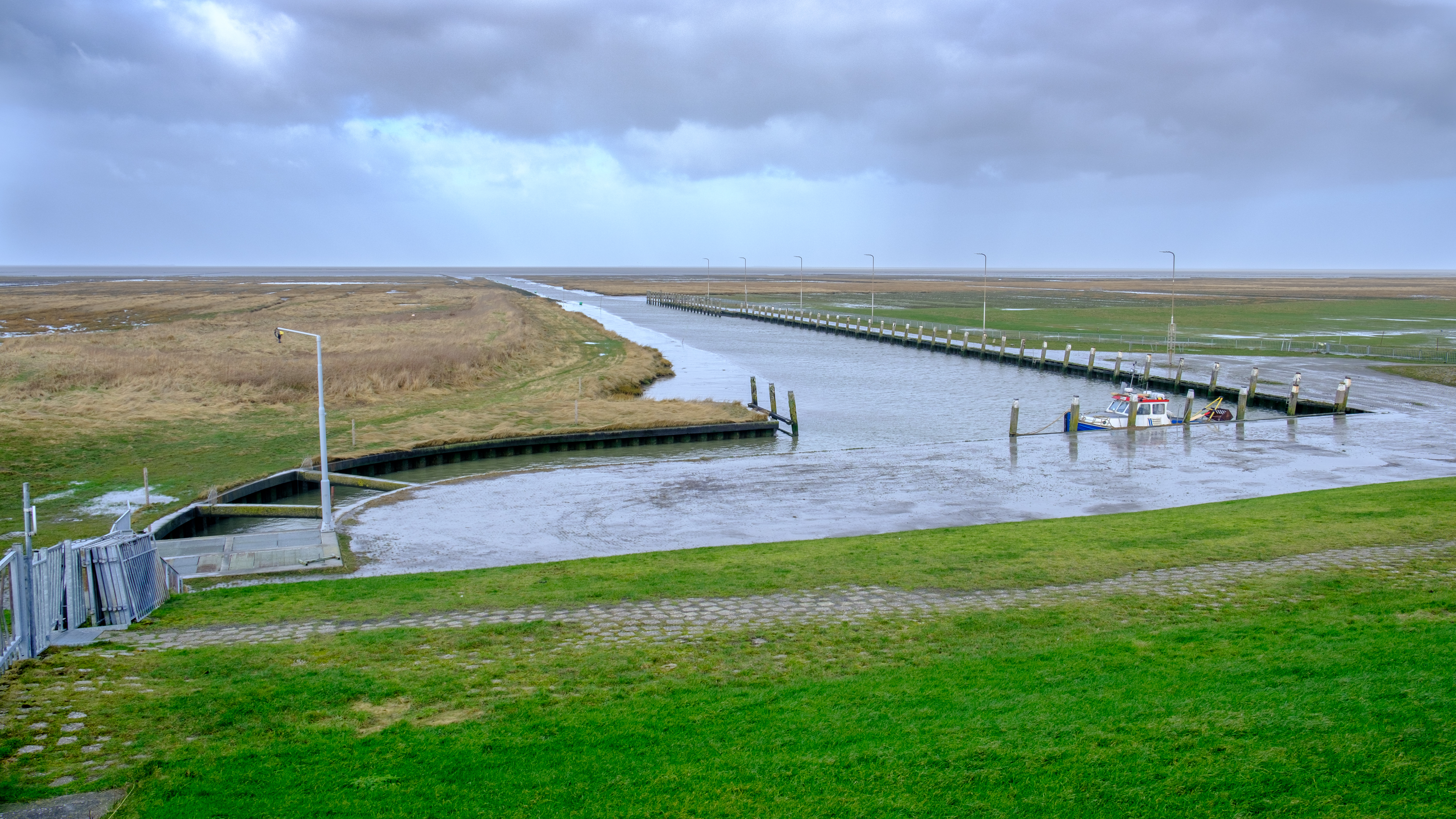
De haven in 2022 met een nieuwe verbinding naar de sluis
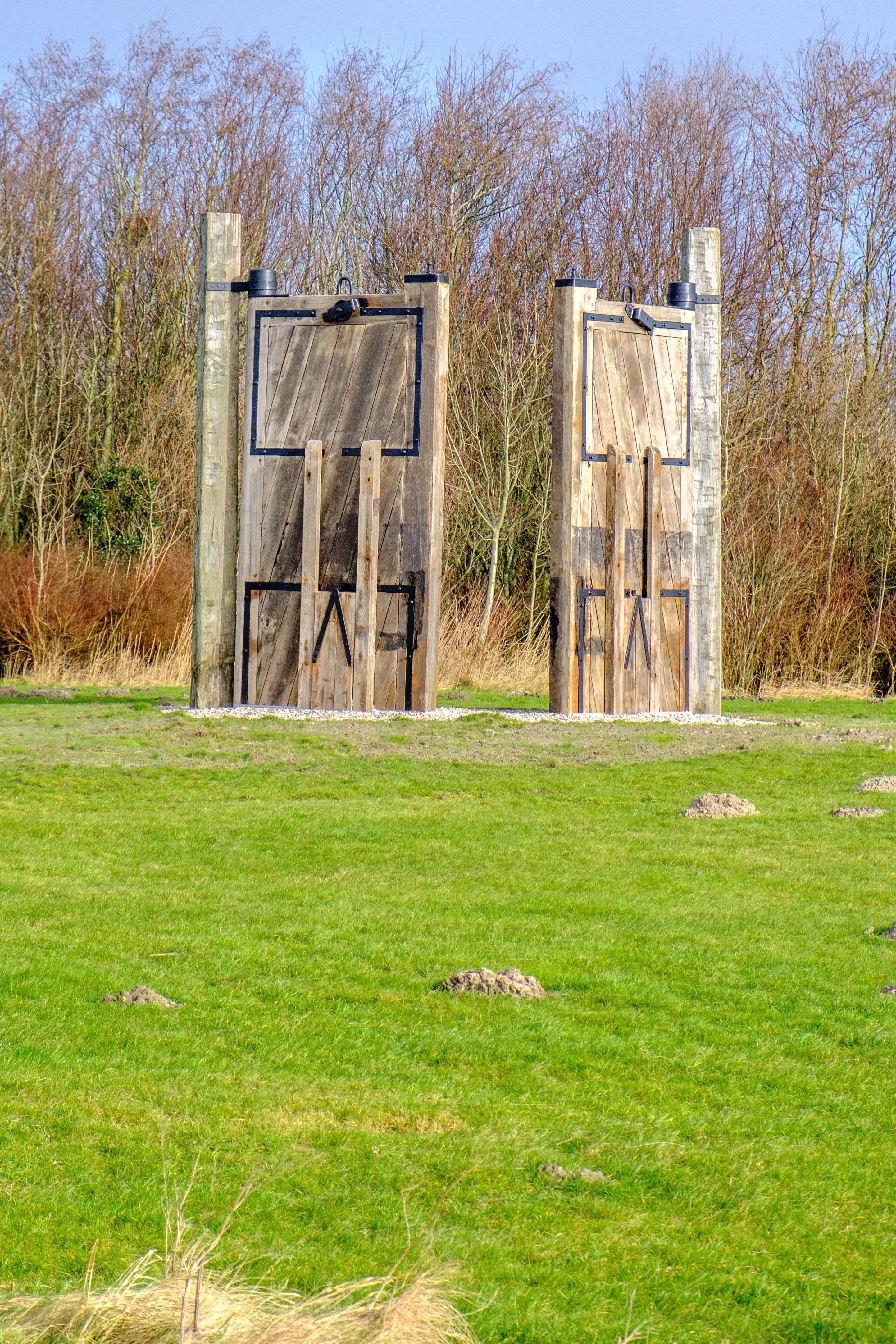
De oude deuren van de sluis zijn op initiatief van voormalig sluiswachter Jan Schoonveld in 2021 als kunstwerk herplaatst ten zuiden van het gehucht.

## Het Zielhoes

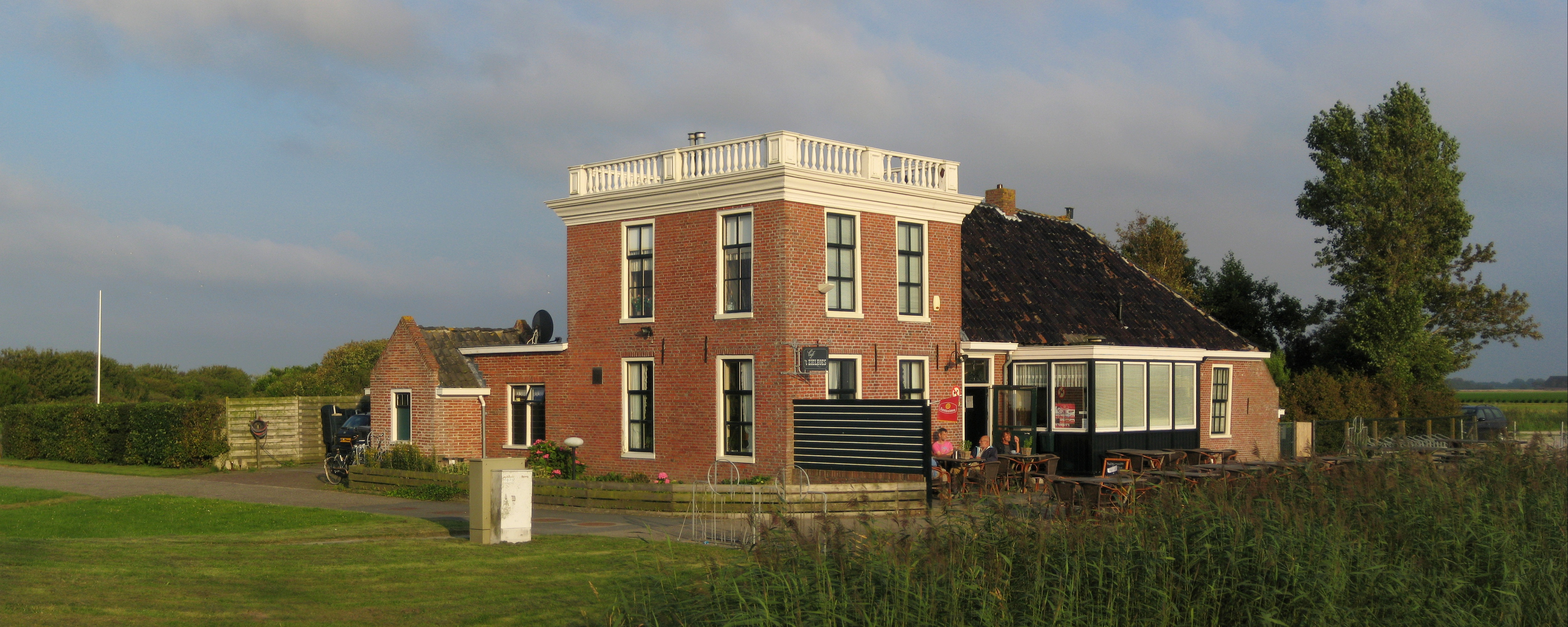
Het Zielhoes in Noordpolderzijl

Naast de voormalige visafslag heeft het plaatsje een huiskamercafé, toepasselijk het Zielhoes (= sluishuis) geheten, met een woning. Deze woning is de voormalige dienstwoning van de sluiswachter. De spuisluis is niet meer functionerend, maar de monumentale binnenzijde van de sluis is nog aanwezig. Een gemaal, dat ook Noordpolderzijl heet, heeft de functie van de sluis overgenomen.

## Sport en recreatie
Het plaatsje is zeer geliefd als pleisterplaats voor toeristen. Het is een van de weinige plekken in het noorden van Groningen waar men gemakkelijk bij de zeedijk kan komen, om zo een blik op de Waddenzee te kunnen werpen.
Noordpolderzijl is gelegen aan de Europese wandelroute E9. Ter plaatse is de route ook bekend als Wad- en Wierdenpad.

## Land art
Van 1980 tot 1985 werd de noordelijke zeedijk door het waterschap Ommelanderzeedijk op deltahoogte gebracht, waarbij het noodzakelijk was de oude sluis uit 1811 te vervangen door een nieuw afwateringsgemaal. De oude, dichtgemetselde sluis werd in 1986 onderdeel van een land art project, een steenmozaïek, ontworpen door J.H. van Loon. Dit kunstwerk is reeds van verre te zien.

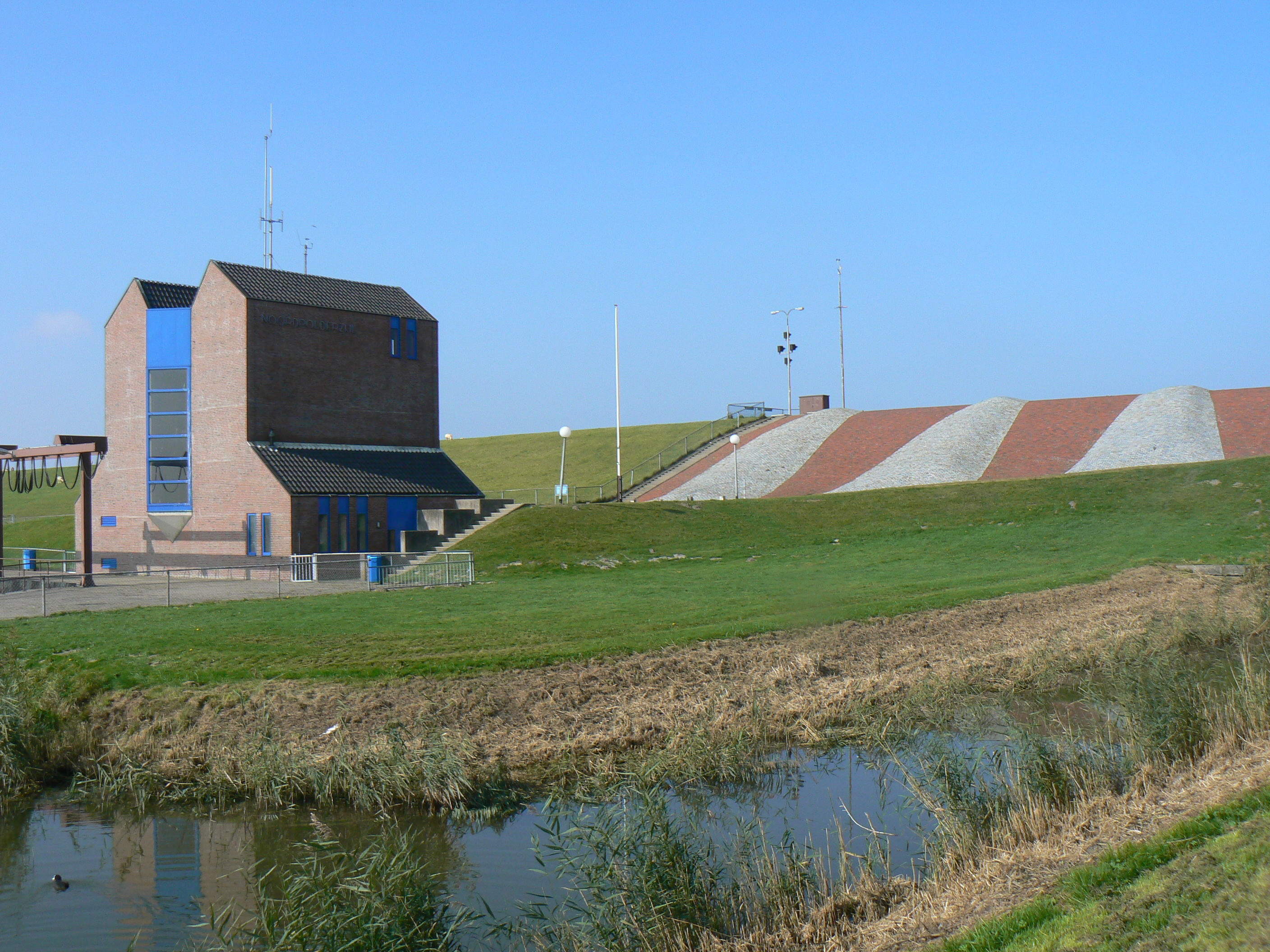
Land art project Jan van Loon 1986

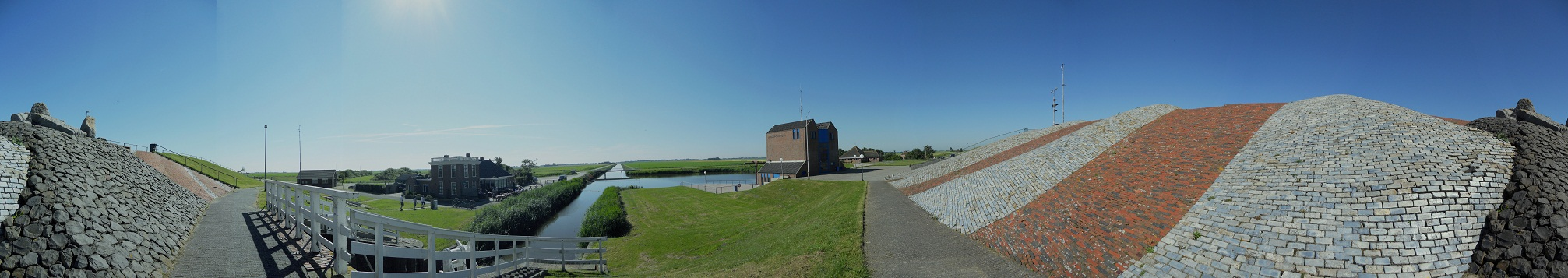
Panoramafoto van Noordpolderzijl.

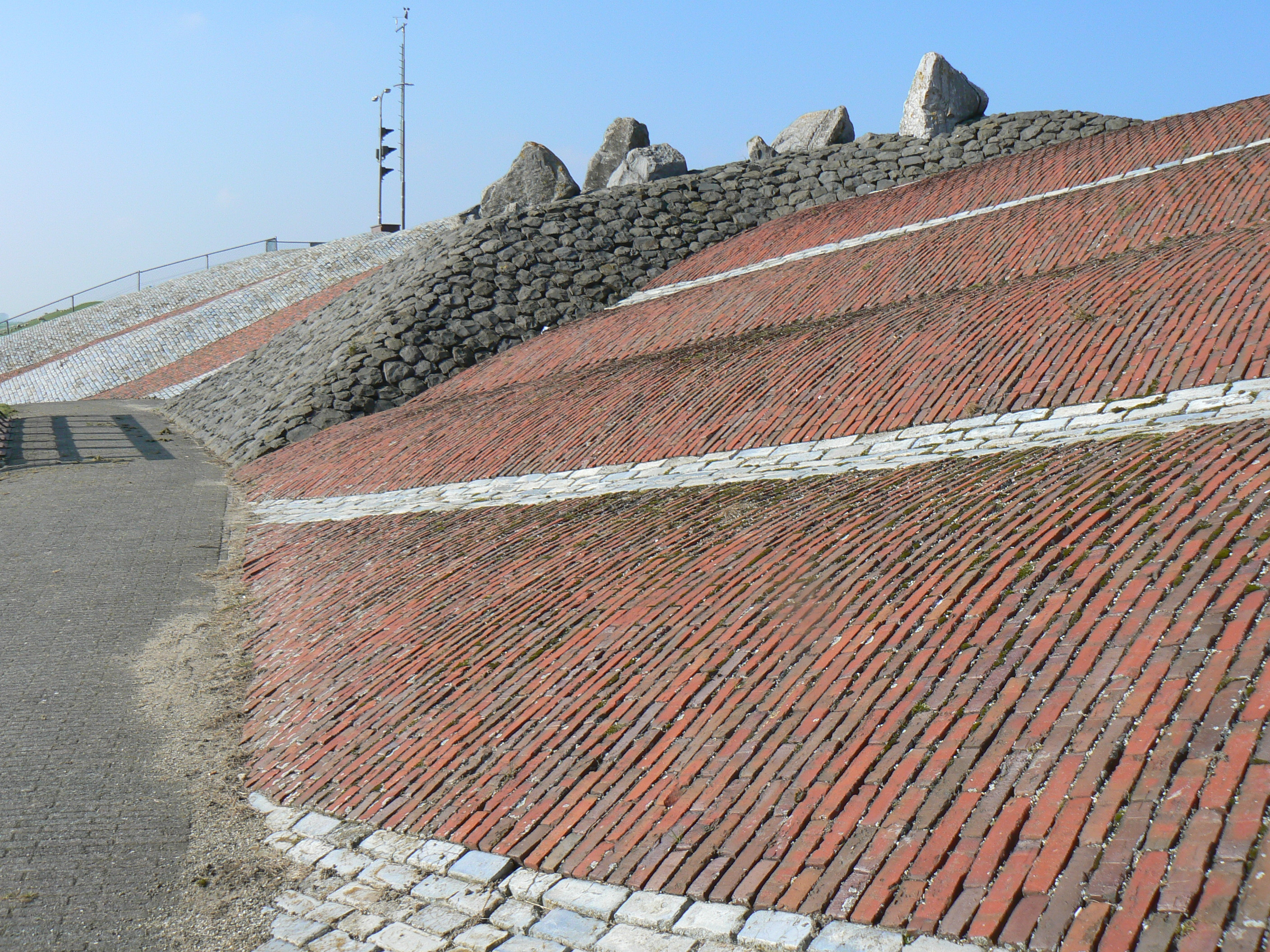
Land art project Jan van Loon 1986

Hoofdplaats: Uithuizen

Dorpen: Adorp · Den Andel · Baflo · Bedum · Eenrum · Eppenhuizen · Hornhuizen · Houwerzijl · Kantens · Kloosterburen · 't Lage van de Weg · Lauwersoog · Leens · Leenstertillen · Lutjewolde · Mensingeweer · Molenrij · Niekerk · Noordwolde · Oldenzijl · Onderdendam · Onderwierum · Oosteinde · Oosternieland · Pieterburen · Rasquert · Rodewolt · Roodeschool · Rottum · Saaxumhuizen · Sauwerd · Startenhuizen (deels) · Stitswerd · Tinallinge · Uithuizermeeden · Ulrum · Usquert · Vliedorp · Vierhuizen · Warffum · Warfhuizen · Wehe-den Hoorn · Westerdijkshorn · Westernieland · Wetsinge · Winsum · Zandeweer · Zoutkamp · Zuidwolde · Zuurdijk

Buurtschappen, gehuchten, wierden en buurten: 1e Nijhoezen · 2e Nijhoezen · 't Aagt · Abbeweer · Alinghuizen · Arwerd · Barnegaten · Bellingeweer · Bethlehem · Beusum · Bokum · Breede · Broek · Het Bultje · De Dingen · De Raken · De Vennen · Den Haver · Deikum · Doodstil · Douwen · Duisterwinkel · Eelswerd · Eemshaven · Elens · Ellerhuizen · Ernstheem · Ewer · Grijssloot · Groot Maarslag · Groot Wetsinge · De Haar · Hammeland · Den Hander · Harssens · Hefswal · Hekkum · Helwerd · Heuvelderij · Hiddingezijl · Holwinde · De Hoogte · De Horn · De Houw · 't Houweel · De Hucht · Kaakhorn · Katershorn · Kattenburg · Klei · Kleine Huisjes · Klein Garnwerd · Klein Maarslag · Klein Wetsinge · Kolham · Koningslaagte · Koningsoord · De Knijp · Kruisweg · Lutje Marne · Lutke Saaxum · Maarhuizen · (Marnehuizen) · Menkeweer · Menneweer · Midhalm · Midhuizen · Mollenhuizen · Nijenklooster · Noordpolder · Noordpolderzijl · Obergum · Oldenzijl · Oldorp · Oosterhorn · Oosterhuizen (Eenrum) · Oosterhuizen (Zuidwolde) · Oudedijk · Oudeschip · Paapstil · Panser · Plattenburg · Polen · Ranum · Reidland · Roodehaan · Schapehals · Schaphalsterzijl · Schilligeham · Schouwen · Schouwerzijl · Sint Annerhuisjes · 't Stort · De Streek · Takkebos · Ter Laan · Tijum · Valcum · Valom · Wadwerd · Walsweer · Westerhorn (De Marne) · Westerhorn (Hogeland) · Westerklooster · Westpolder · Wierhuizen · Wierum · 't Wildeveld · Willemsstreek · Zevenhuizen